# Guadix
Guadix (pronuncia spagnola: [ɡwaˈðiks]; pronuncia locale: [waˈðih]) è un comune spagnolo di 18 188 abitanti, situato nella provincia di Granada, capoluogo della comarca omonima, detta anche Accitania dal nome romano Julia Gemella Acci della città.
Situata ai piedi dei contrafforti settentrionali della Sierra Nevada all'altitudine di 915 metri s.l.m. è una cittadina moresca, ultimo baluardo arabo contro la Reconquista spagnola. La sua economia si basa sull'allevamento del bestiame, sull'agricoltura cerealicola, delle primizie e della floricoltura.

## Storia
Già abitata nell'età della pietra, fu una delle prime località occupate dai Romani. Importante nodo stradale, nel 45 a.C. Giulio Cesare la elevò al rango di colonia romana effettuando, secondo la consuetudine romana, la cosiddetta centuriazione del territorio conquistato, cioè assegnando ad ogni veterano delle sue legioni congedato dal servizio militare un terreno della misura di cento iugeri. I veterani sposarono le donne indigene e così si popolò la colonia che fu costruita secondo lo schema classico del campo romano del decumano e del cardo che si intersecano perpendicolarmente e, nel caso di Guadix, si adattarono alle asperità del terreno e restano gli assi della rete stradale odierna.
Con la venuta dei Visigoti e col diffondersi del cristianesimo Guadix divenne sede di un vescovo, che ebbe anche il potere civile. Durante il periodo musulmano, a partire dai primi decenni del secolo VIII, si alternarono periodi di prosperità e di decadenza a causa delle guerre e delle epidemie. Nei secoli IX e X la città fu munita di mura ancora in parte visibili e della fortezza. Gli Arabi chiamarono la città Wadi-Asch (fiume wesw) da cui deriva il toponimo attuale.
La guerra civile nell'ultimo periodo della dinastia Nasride di Granada portò intorno al 1039 al formarsi di diversi effimeri regni detti Taifas. Uno di questi si formò con capitale Guadix ed ebbe un re di nome El Zagal, che si barcamenò alleandosi ora con i Castigliani ora con i suoi correligionari, ma finì per essere vittima degli uni e degli altri, facilitando la conquista della città nel 1489 da parte dei Re Cattolici e l'avvento del potente cardinale Rodrigo Gonzales de Mendoza, arcivescovo di Toledo, detto terzo re di Spagna per il suo potere e la capacità d'influenzare i reali.
A partire dal 1487 il cardinale organizzò la città come enclave del vescovato di Toledo e come sede del Governatorato più esteso della Castiglia. Si convertì la moschea maggiore nella cattedrale di Guadix ma non si riuscì ad evitare i conflitti religiosi con i Musulmani che si protrassero fino al 1570 quando, a seguito della ribellione delle Alpujarras il re Filippo II ordinò l'evacuazione degli Arabo-Berberi dal regno di Granada, una vera e propria deportazione collettiva di una parte consistente della popolazione, che portò gravi danni per l'economia di Guadix con l'azzeramento della industria della seta tradizionalmente prospera nella zona e monopolio islamico. In seguito lentamente e clandestinamente gruppi di esiliati rientrarono andando ad abitare in grotte di tufo scavate da pastori e contadini per loro utilizzazione di servizio o costruite dai profughi stessi. Si venne così a formare il caratteristico agglomerato di grotte formanti un abitato comunitario chiamato Las Cuevas (Le Grotte), una delle particolarità turistiche della città.
Durante la dinastia reale spagnola degli Asburgo la città ebbe la concessione di alcuni privilegi pagandoli a caro prezzo perché il corrispettivo fu l'imposizione di nuove tasse e la leva militare obbligatoria. Carlo II, ultimo degli Asburgo di Spagna che regnò dal 1665 al 1700, fece costruire il Colegio de San Torcuato della Compagnia di Gesù.
I secoli XIX e XX per la comarca di Guadix furono secoli di decadenza e di nessun sviluppo economico, non si ebbero insediamenti industriali di qualche rilievo. Attualmente si punta sullo sviluppo della produzione di primizie, in particolare fragole, nella floricoltura e orticola oltre che nell'agricoltura cerealicola condotta con moderni mezzi e nel turismo, grazie alle bellezze naturali della zona e architettoniche della città capoluogo e dei dintorni. Nel 1966, Guadix fu protagonista di una parte delle scene del film Il buono, il brutto, il cattivo, ovvero quelle inerenti alla stazione della linea ferroviaria di Calahorra. Nel 1971, Guadix fu quindi scelta per alcune scene di Giù la testa.

## Monumenti
- Cattedrale: costruita sul sito della moschea maggiore della comunità musulmana a partire dal 1510 è in stile gotico-rinascimentale, fu terminata nel XVIII secolo con la facciata barocca, la torre è del XVII secolo. Nella sacristia vi è un interessante museo catedralicio con dipinti barocchi, manoscritti e oreficeria.
- Alcazaba: la fortezza araba costruita nel V secolo costituì l'ultimo baluardo arabo alla conquista cristiana e domina dall'alto la città.
- Santiago: chiesa del 1540 con ricco portale plateresco.
- Barrio de Santiago: quartiere delle note e caratteristiche case scavate nel tufo, oggi restaurate ed affittate ai turisti per brevi permanenze.

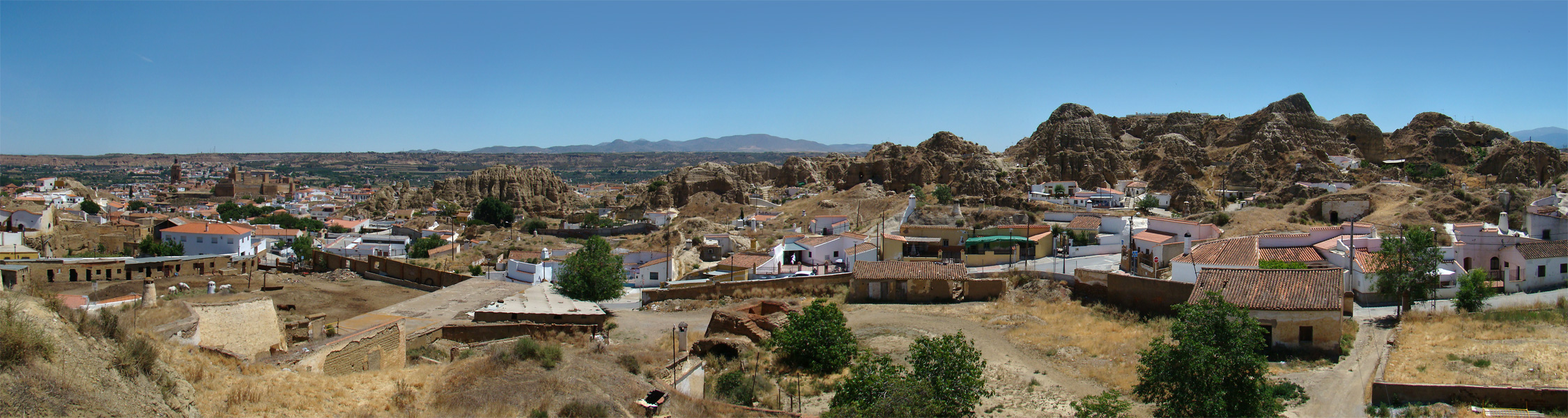
Vista panoramica di Guadix

## Dintorni
- Purullena a 7 km ad ovest: le case sono in gran parte scavate nel tufo e ha i resti di bagni arabi.
- Baza a 48 km cittadina d'aspetto moresco sul versante settentrionale della Sierra de baza con la Collegiata gotica di Santa Maria del 1529 e dall'Alcazaba.

## Feste
- Le celebrazioni della Settimana santa di Guadix sono dichiarate De Interès Turistico Nacional.
- Cascamorras si celebra il 9 settembre, la Fiesta de san Torcuato il 15 maggio, la Fiesta de San Bernabé dall'11 al 13 di giugno, le Fiestas del Sagrado Corazon de Jesu nella prima o seconda settimana di luglio, la Fiesta de San Francisco il 15 agosto, la Cabalcata de los Reyes, in cui si festeggia l'arrivo dei Re Magi con un seguito di carrozze decorate per l'occasione, il 5 gennaio, la Fiesta de la Virgen de la Paz il 24 gennaio, la Romeria de San Anton il 17 gennaio è il pellegrinaggio al Santuario di Sant'Antonio, protettore degli animali, effettuato su carrozze ornate e a cavallo seguito, secondo l'uso spagnolo da una festa campestre dei partecipanti, il ''Carnevale con cabalgata nelle diverse vie cittadine, danze e musica sempre nelle vie della città.
- Il Festival di musica classica Guadix clásica nella seconda quindicina di maggio con esecuzioni di concerti da parte di orchestre e solisti di fama internazionale.
- La Feria de Guadix in agosto con la fiera di bestiame e merci e con spettacoli, esposizioni e sfilate di carri ornati.

## Amministrazione

### Gemellaggi
- Buenos Aires
- Celanova